# Montignac (Gironde)
Montignac (okzitanisch Montinhac) ist eine französische Gemeinde mit 134 Einwohnern (Stand: 1. Januar 2022) im Département Gironde in der Region Nouvelle-Aquitaine (vor 2016 Aquitaine). Sie gehört zum Arrondissement Langon und zum Kanton L’Entre-deux-Mers. Die Einwohner werden Montignacais genannt.

## Geographie
Die Gemeinde Montignac liegt im Weinbaugebiet Entre deux mers, etwa 35 Kilometer ostsüdöstlich von Bordeaux und 25 Kilometer nördlich von Langon. Umgeben wird Montignac von den Nachbargemeinden Bellebat im Norden, Baigneaux im Norden und Osten, Martres im Osten, Porte-de-Benauge im Südosten und Süden und Westen, Ladaux im Südwesten sowie Targon im Westen und Nordwesten.

## Bevölkerungsentwicklung
| Jahr                       | 1962 | 1968 | 1975 | 1982 | 1990 | 1999 | 2007 | 2020 |
| Einwohner                  | 133  | 102  | 91   | 111  | 100  | 111  | 132  | 136  |
| Quellen: Cassini und INSEE |      |      |      |      |      |      |      |      |

## Sehenswürdigkeiten
- Kirche Saint-Médard aus dem 12. Jahrhundert, im 16. Jahrhundert umgebaut, seit 1925 Monument historique

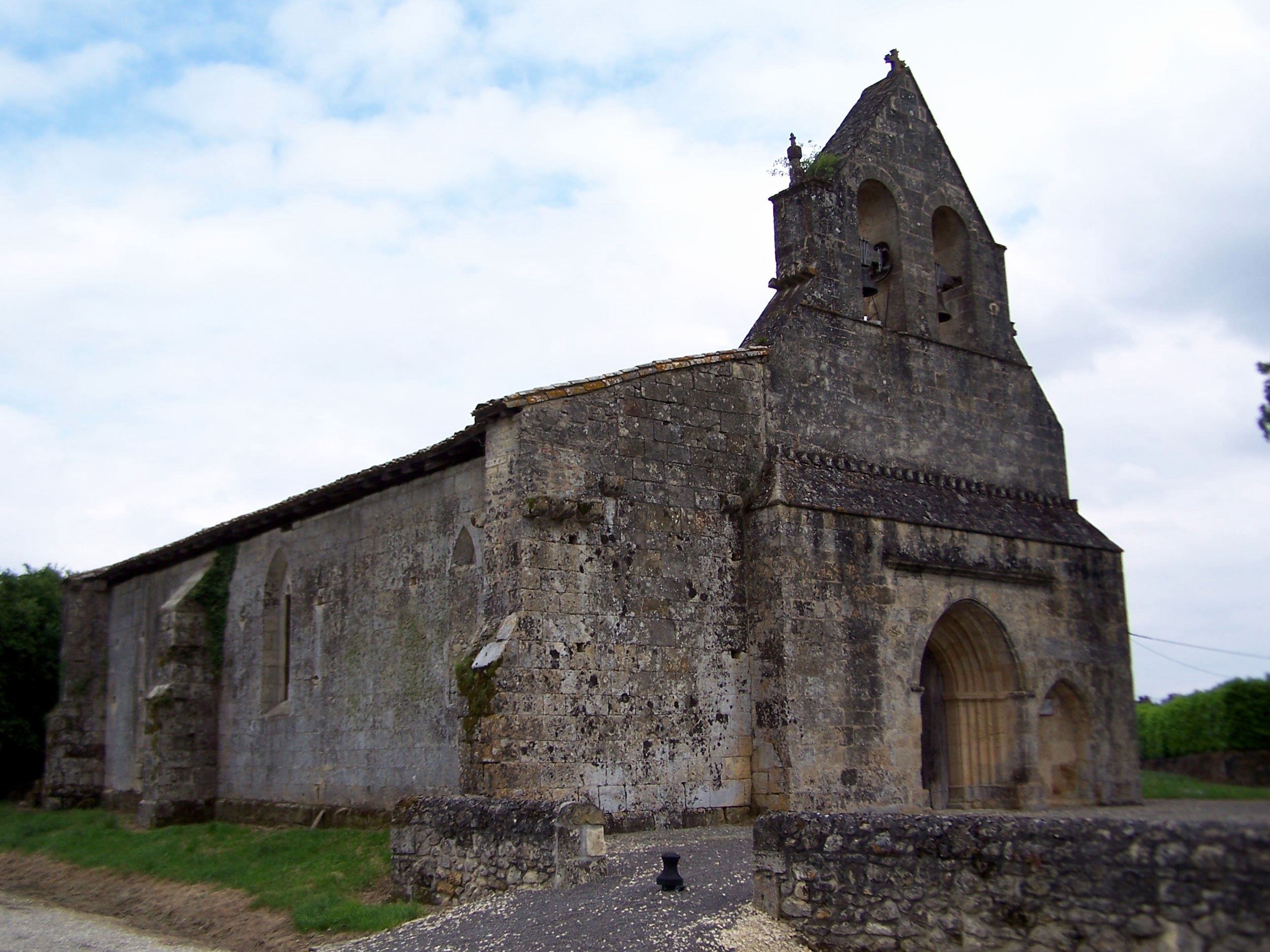
Kirche Saint-Médard